# Amberbier
Amberbier, auch Amber, Belgisches Ale oder Spéciale genannt, ist ein Sammelbegriff für belgische Biere mit einer charakteristischen bernsteinähnlichen Farbe. Amberbiere werden unter Verwendung von obergäriger Hefe, Hopfen, Malz, Wasser und gelegentlich einer Kräutermischung (Grut) gebraut. In ihrer an Malz und Karamell erinnernden geschmacklichen Charakteristik ähneln sie am ehesten den englischen Pale Ales. Beeinflusst durch die Pale Ales etablierten Anfang des 20. Jahrhunderts belgische Brauereien die Amberbiere in Belgien. Zu den bekanntesten ihrer Vertreter gehören Palm, De Koninck und Kwak.